# 關夢南
關夢南（KWAN Muk Nam，1946年—），原名關木衡，祖籍廣東開平，香港現代詩及散文作家、資深文學工作者。

## 生平
關夢南1962年從廣州移居香港。早年求學於九龍華仁夜中學。 1970年代與友人創辦《秋螢詩刊》，並曾主編《星島日報》副刊「文藝氣象」及「陽光校園」文藝版。曾任「市政局中文文學創作獎」及「市政局中文文學雙年獎」評判。
現為《秋螢》詩月刊、《香港中學生文藝月刊》、《香港小學生文藝月刊》、《大頭菜文藝月刊》編輯，並任職香港藝術發展局文學審批員及多間中小學駐校作家、文學指導。 他編著有《零點詩選》、《看海的日子》(詩集）等。他亦曾接受共享中國語文的訪問，並在香港電台節目《文學放得開》中講述對於文青的看法，以及自己的文青創作的歷程。

## 獲奬作品
- 「傷口」（1985）：大拇指詩獎
- 《關夢南詩集》（2003）：第七屆香港中文文學雙年獎